# Westfield Southlake
Westfield Southlake, anteriormente conocido como Southlake Mall es un centro comercial en Hobart, Indiana. Las tiendas anclas son Carson Pirie Scott, JCPenney, Macy's, Dick's Sporting Goods y Sears. La tienda Macy's estaba anteriormente en L. S. Ayres antes del 9 de septiembre de 2006. Al principio el centro comercial había abierto con solamente dos anclas - JCPenney y Sears - y las otras tiendas de los otros extremos fueron agregadas después. Carson Pirie Scott tuvo una vez una cafetería al estilo restaurante al lado de la entrada cerca del estacionamiento en el lado sur del centro comercial.
Una tienda Kohl's abrió en 1995 en una estructura libre justo al noroeste de la estructura principal del establecimiento comercial con cinco pisos. 
The Westfield Group adquirió el centro comercial a principios de 2002, y en junio de 2005 le cambió el nombre a "Westfield Shoppingtown Southlake", quitándole la palabra "Shoppingtown".
En 2006 Westfield Southlake fue remodelado y se agregaron las tiendas de Dick's Sporting Goods y una librería Borders, al igual que otras tiendas y kioskos, incluyendo a un cine Kerasotes, una filial del banco Fifth Third Bank, Chipotle Mexican Grill, Potbelly Sándwich Works, Red Robin, y Buffalo Wild Wings.
El 10 de noviembre de 2011, un adolescente disparo una pistola, afortunadamente, nadie salió herido.
En 2018, un hombre disparo en la Walmart por la calle y un hombre estuvo herido.

## Anclas
- JCPenney (151,248 pies cuadrado)
- Macy's (164,574 pies cuadrado)
- Dick's Sporting Goods

## Las tiendas que fueron clausuradas
- B. Dalton
- Camelot Music
- Evan's Furs
- Gantos
- LeeWard's
- Lerner
- Maple and Oak St.
- Mike's Sporting Goods
- Merry-Go-Round
- Record Town
- Rosalee
- Ups-N-Downs
- Walgreen's (anteriormente como una tienda Ribrody's)
- York Steak House
- MC Sports
- Anchor Blue
- Burger King
- DJ's Clothing
- Woolworth Express